# Idlewild (Film)
Idlewild ist der Name eines 2006 erschienenen Musicalfilms, dessen Hauptrollen von André Benjamin und Antwan Patton, besser bekannt als OutKast, gespielt werden. Der Film feierte am 25. August 2006 in den USA seine Premiere, in Deutschland lief er dagegen erst am 23. November an.
Idlewild ist zudem der Name des dazugehörigen Filmsoundtracks des US-Rapduos, der als offizieller Nachfolger von Speakerboxxx/The Love Below dient.

## Über den Film
Idlewild ist der erste Kinofilm des Musikvideoregisseurs Bryan Barber, der zuvor bereits mit OutKast zusammengearbeitet hat, unter anderem für die Videos von Hey Ya! und Roses. Die Idee Barbers, einen Film mit Benjamin und Patton zu drehen, besteht seit 1994 und wurde zu der Zeit, als Aquemini veröffentlicht wurde, mit einer Anfrage an MTV konkreter, allerdings bezweifelten die möglichen Produzenten die „star power“ des Duos und wollten die Hauptrollen lieber an Busta Rhymes und Missy Elliott vergeben. Erst nach dem Erfolg von Speakerboxxx/The Love Below begannen die Dreharbeiten im Juli 2004. Da einige Songs für das zum Film gehörige Album noch nicht fertig waren, wurde der Veröffentlichungstermin von Idlewild vom Frühjahr auf August verschoben.

## Handlung
Der Film spielt zur Zeit der „Great Depression“ und der Prohibition in den Vereinigten Staaten in der fiktiven Kleinstadt Idlewild, Georgia.
Die beiden Kindheitsfreunde Percival und Rooster haben sich als Erwachsene in zwei verschiedene Richtungen bewegt. Während Rooster als Manager und Entertainer des verruchten Juke Joints „The Church“ mit illegalen Aktivitäten vertraut ist, arbeitet der schüchterne Percival im Bestattungsunternehmen seines Vaters, aber auch als Pianist bei Auftritten von Rooster in „The Church“. Schon lange träumt er davon, dort ebenfalls seine eigenen Songs spielen zu können, allerdings hält ihn sein Vater davon ab. Erst als er die überregional bekannte Sängerin Angel Davenport, die ihn dazu ermutigt seine Träume zu verwirklichen, kennenlernt und sich in sie verliebt, beginnen seine Ambitionen zu steigen. Ace, der Besitzer des Clubs bekommt unterdessen Probleme mit der Prohibitionsmafia und wird vom Gangster Trumpy erschossen. Rooster wird daraufhin zum Eigentümer des Clubs und durch Trumpy erpresst. Um an schnelles Geld zu gelangen, lässt er Angel in „The Church“ auftreten.

## Musik
Der Soundtrack des Films besteht zum Großteil aus Songs der Rapgruppe OutKast. Ein Song stammt von Big Boi and Dre Present … OutKast, sowie jeweils sechs Songs von Speakerboxxx/The Love Below und Idlewild. Die Stücke verbinden der damaligen Zeit angemessene Stile wie Jazz, Swing und Ragtime mit modernem Hip-Hop. Ansonsten sind unter anderem einige Songs des Jazz-Sängers Cab Calloway zu hören.

## Rezeption
Der Film bekam überwiegend negative, wenn auch nicht „vernichtende“, Kritiken. Die meisten Rezensionen bemängeln die einfallslose Handlung, die Musicalelemente werden dagegen gelobt, ebenso die schauspielerischen Leistungen, der Soundtrack und die Inszenierung.

„André 3000 und Big Boi machen ihre Sache gut und sind nicht das Problem in diesem Film, dessen Detail- und Ideenreichtum sowie ungebremste Musikalität weitaus mehr fasziniert als die überaus dünne und vorhersehbare Story, die leider allzu ausgetretene Pfade beschreitet. (…) Ein gigantischer Videoclip mit jeder Menge spektakulärer Schauwerte, der als Film mit einer stringenten Geschichte aber nicht überzeugen kann.“

„Altbekannte Handlungsmuster reihen sich aneinander und bieten für den Zuschauer nicht sonderlich viel Neues. Dafür hat ‚Idlewild‘ aber andere Vorzüge: Durch eine überraschend einfallsreiche Inszenierung, wunderschöne Bildkompositionen und einen hervorragenden Soundtrack sammelt Bryan Barbers Streifen etliche Pluspunkte. Hier wird sowohl einiges fürs Auge als auch fürs Ohr geliefert, was den Zuschauer schnell glücklich und zufrieden stimmt.“

„Fatal (…), dass Outkast auch noch das Drehbuchschreiben ihrem Regisseur überließen. So gerät ‚Idlewild‘ trotz launiger Kamera-Spielereien und einem mitreißenden Mix aus Jazz, Swing, Blues, Boogie, Ragtime und einer Prise HipHop bisweilen arg aus dem Takt. Zu verschwurbelt ist die in Musicalnummern eingebettete Story (…) Was bleibt, ist eine durchaus charmante musikalische Liebeserklärung an die Südstaaten der USA. Schade nur, dass sie als überlanger Musikclip vorgetragen wird.“

Spiegel.de dagegen lobt Idlewild da die Handlung des Films von vornherein eher zweitrangig angelegt sei. Seine die Vergangenheit mit der Gegenwart verknüpfende Inszenierung wird mit dem Musical Chicago verglichen:

„Die ‚New York Times‘ warf Regisseur Bryan Barber einen Mangel an Narration und ein Zuviel an visuellen Gimmicks vor. Eine konsistente Erzählung will ‚Idlewild‘ aber gar nicht sein – es geht um Impressionen, in denen Epochen und Stile ineinanderschießen, nicht um das Ausdifferenzieren geschichtlicher Zusammenhänge.“

Prisma urteilte, trotz einiger gelungener Bilder, „will dieser Mix nicht recht funktionieren. Zum einem sind die Charaktere blass, zum anderen viele Wendungen unglaubwürdig. Darüber hinaus wirkt das Ganze eher wie eine Nummernrevue bzw. eine Aneinanderreihung von schmucken Musik-Videos. Wer die Musik mag, kommt auf seine Kosten.“
Bei den Black Reel Awards 2007 waren der Film bzw. der Soundtrack in fünf Kategorien nominiert, konnten jedoch keinen der Preise gewinnen.
Auch an den Kinokassen war Idlewild ein Flop: Den Einnahmen von 12 Millionen Dollar stehen 25 Millionen Dollar Produktionskosten gegenüber. In Deutschland war der Film mangels Erfolg nur für sehr kurze Zeit in sehr wenigen Kinos zu sehen.